# La via del dolore
La via del dolore è un film muto italiano del 1924 diretto da Guglielmo Zorzi.